# 亨加特
亨加特（德語：Henggart）是瑞士联邦苏黎世州安德尔芬根区的市镇。该市镇面积为3.01平方千米，海拔高度440米，2018年12月31日人口数为2,239。

## 外部連結
- 亨加特官方网站 （德文）